# جاي ر. راسيل
جاي ر. راسيل (بالإنجليزية: J. R. Russell)‏ هو لاعب كرة قدم أمريكية أمريكي، ولد في 5 ديسمبر 1981 في تامبا في الولايات المتحدة.